# Quán Café đêm
Quán Café đêm (tiếng Pháp: Le Café de nuit) là một bức tranh sơn dầu do họa sĩ người Hà Lan Vincent van Gogh tạo ra vào tháng 9 năm 1888 tại Arles. Tên của tác phẩm được viết thấp hơn ngay bên dưới chữ ký. Bức tranh được sở hữu bởi Đại học Yale và hiện đang được lưu giữ tại Phòng trưng bày Nghệ thuật Đại học Yale ở New Haven, Connecticut.
Nội thất được miêu tả trong tranh là quán Café de la Gare, 30 Place Lamartine, do Joseph-Michel Ginoux và vợ Marie, người ở trong bức hình chụp tháng 11 năm 1888 cho Van Gogh và Gauguin để vẽ bức Arlésienne; sau đó, Joseph Ginoux rõ ràng cũng đã chụp ảnh cho cả hai họa sĩ

## Miêu tả
Bức tranh được vẽ trên vải toan công nghiệp có kích thước 30 (tiêu chuẩn của Pháp). Bức tranh mô tả nội thất của quán cà phê, với một ô cửa có rèm che nửa trong cảnh trung tâm, có lẽ, dẫn tới các phòng riêng tư hơn. Năm khách hàng ngồi ở bàn dọc theo các bức tường bên trái và bên phải, và một người phục vụ trong một chiếc áo khoác sáng màu, đứng cạnh một bàn bi-a gần trung tâm của căn phòng và đối diện với người xem.
Năm khách hàng được mô tả trong khung cảnh được mô tả là "ba tên say rượu và vô gia cư trong một phòng công cộng lớn [...] đang tụ tập để ngủ hoặc chuyếch choáng. "  Một học giả viết, "Quán cà phê là một nỗi ám ảnh người thất thế và gái mại dâm, những người được mô tả là ngồi xuống bàn và uống cùng nhau ở cuối phòng. ".
Bức tranh được vẽ với sự tương phản dữ dội, màu sắc sống động, trần nhà có màu xanh lá cây, các bức tường đỏ phía trên, những đốm sáng, đèn trần cháy bằng gas và sàn phần lớn màu vàng. Sơn được vẽ lên tranh dày đặc, với nhiều đường nét dẫn về phía cửa ở phía sau. Phối cảnh có vẻ hơi hướng xuống sàn.

## Nguồn gốc

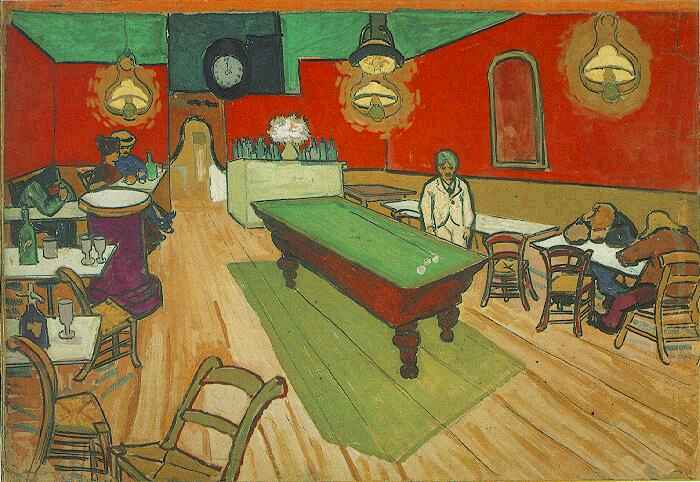
Phiên bản màu nước, bộ sưu tập cá nhân